# Ryu Yŏng Sŏp
Ryu Yŏng Sŏp, również Ryu Yong Sop (kor. 류영섭, ur. ?) – północnokoreański polityk, były minister łączności KRLD. Ze względu na przynależność do najważniejszych gremiów politycznych Korei Północnej, uznawany za członka elity władzy KRLD. 

## Kariera
Niewiele wiadomo na temat kariery politycznej Ryu Yŏng Sŏpa przed 2001 rokiem. Wtedy to w sierpniu został wiceministrem łączności w północnokoreańskim rządzie. W lipcu 2005 w tym samym resorcie otrzymał awans, zastępując na stanowisku ministra Ri Gŭm Bŏma. Pozostawał nim do lutego 2012 (odnawiając w międzyczasie kadencję w marcu 2009 roku), kiedy to tekę ministra łączności objął Sim Ch'ŏl Ho.
Deputowany Najwyższego Zgromadzenia Ludowego KRLD, parlamentu KRLD XII kadencji (tj. od marca 2009 roku). Podczas 3. Konferencji Partii Pracy Korei 28 września 2010 roku po raz pierwszy zasiadł w samym Komitecie Centralnym. Obecnie jest sekretarzem Partii Pracy Korei w prowincji Chagang. 
Po śmierci Kim Dzong Ila w grudniu 2011 roku, Ryu Yŏng Sŏp znalazł się na 98. miejscu w 233-osobowym Komitecie Żałobnym. Świadczyło to o formalnej i faktycznej przynależności Ryu Yŏng Sŏpa do grona kierownictwa politycznego Koreańskiej Republiki Ludowo-Demokratycznej. Według specjalistów, miejsca na listach tego typu określały rangę polityka w hierarchii aparatu władzy.